# Canadian Lakes
Canadian Lakes (dt. Kanadische Seen) ist ein census-designated place (CDP) in Mecosta County im US-Bundesstaat Michigan mit 3202 Einwohnern (2020). Im Ort befinden sich mehrere, teilweise mit Freizeitbooten schiffbare, künstlich angelegte Seen.

## Geografie
Canadian Lakes liegt im zentralen Westen der unteren Halbinsel von Michigan. Der County-Verwaltungssitz Big Rapids befindet sich (Luftlinie) etwa 20 km nordwestlich und die Innenstadt der Großstadt Grand Rapids ist etwa 75 km südsüdwestlich. Der Ort hat eine Fläche von ca. 30 km², wobei 3,25 km² Wasserfläche ist.

## Geschichte
Im Jahre 1962 begann Don Bollman, ein ehemaliger Ladenbesitzer aus Mount Pleasant, die ersten 100 Häuser im heutigen Canadian Lakes zu planen, nachdem er große Flächen Landeigentum unter anderem von Bauernhöfen aufgekauft hatte. Ursprünglich kaufte er ein Gebiet von 600 Hektar (6 km²). Die gekauften Gebiete bestanden größtenteils aus Sumpfland und wurden ausgehoben, um Seen anzulegen. Da Bollman sich an die Landschaft in Kanada erinnert sah, gab er dem Gebiet den heutigen Namen. Weil das gesamte Areal privat ist, musste die gesamte benötigte Infrastruktur durch den Landbesitzer errichtet werden. Das erste Grundstück wurde 1963 angelegt.

## Bevölkerung
In Canadian Lakes gibt es laut Schätzung von 2022 des US Census Bureau 1364 Haushalte, das Medianeinkommen pro Haushalt betrug 2022 ungefähr 67.000 US-Dollar und lag damit auf dem Durchschnitt von Michigan, jedoch weit über dem Medianeinkommen in Mecosta County. Das Medianalter betrug 65,9 Jahre und lag damit signifikant über dem durchschnittlichen Medianalter von 40,3 Jahren im Bundesstaat. Kinder unter 18 Jahren machten 10,2 % aus. Drei Viertel der Bevölkerung waren nicht erwerbstätig, was auf das hohe Alter der Bevölkerung zurückzuführen ist.

## Sonstiges
Canadian Lakes ist eine private und der Erholung dienende Wohngemeinschaft. Die Bewohner sind Mitglieder im Verein, welcher sich um administrative und Instandhaltungsaufgaben auf dem Gelände kümmert. Es gibt mehrere Golfplätze, welche besonders während der Sommersaison auch von Touristen von außerhalb genutzt werden. Ein Flugplatz mit Grasbahn für kleinere Flugzeuge befindet sich im Süden des Siedlungsgebietes.

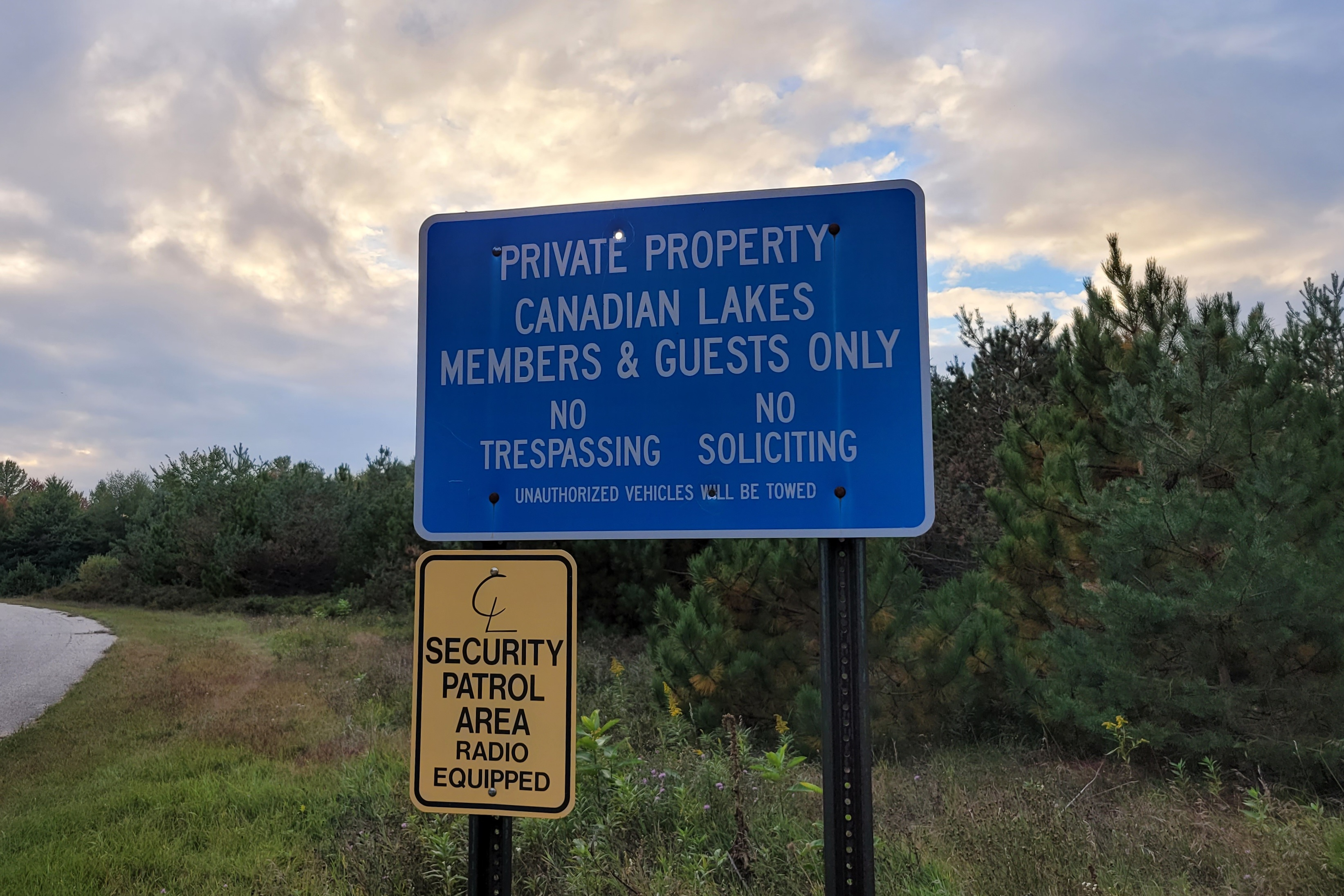
Schild, welches das Privatgelände Canadian Lakes kennzeichnet